# Mopsella textiformis
Mopsella textiformis is een zachte koraalsoort uit de familie Melithaeidae. De koraalsoort komt uit het geslacht Mopsella. Mopsella textiformis werd in 1815 voor het eerst wetenschappelijk beschreven door Lamarck. 